# Scirtes ruforotundus
Scirtes ruforotundus es una especie de coleóptero de la familia Scirtidae.

## Distribución geográfica
Habita en Queensland (Australia).